# Thomas Müntzer

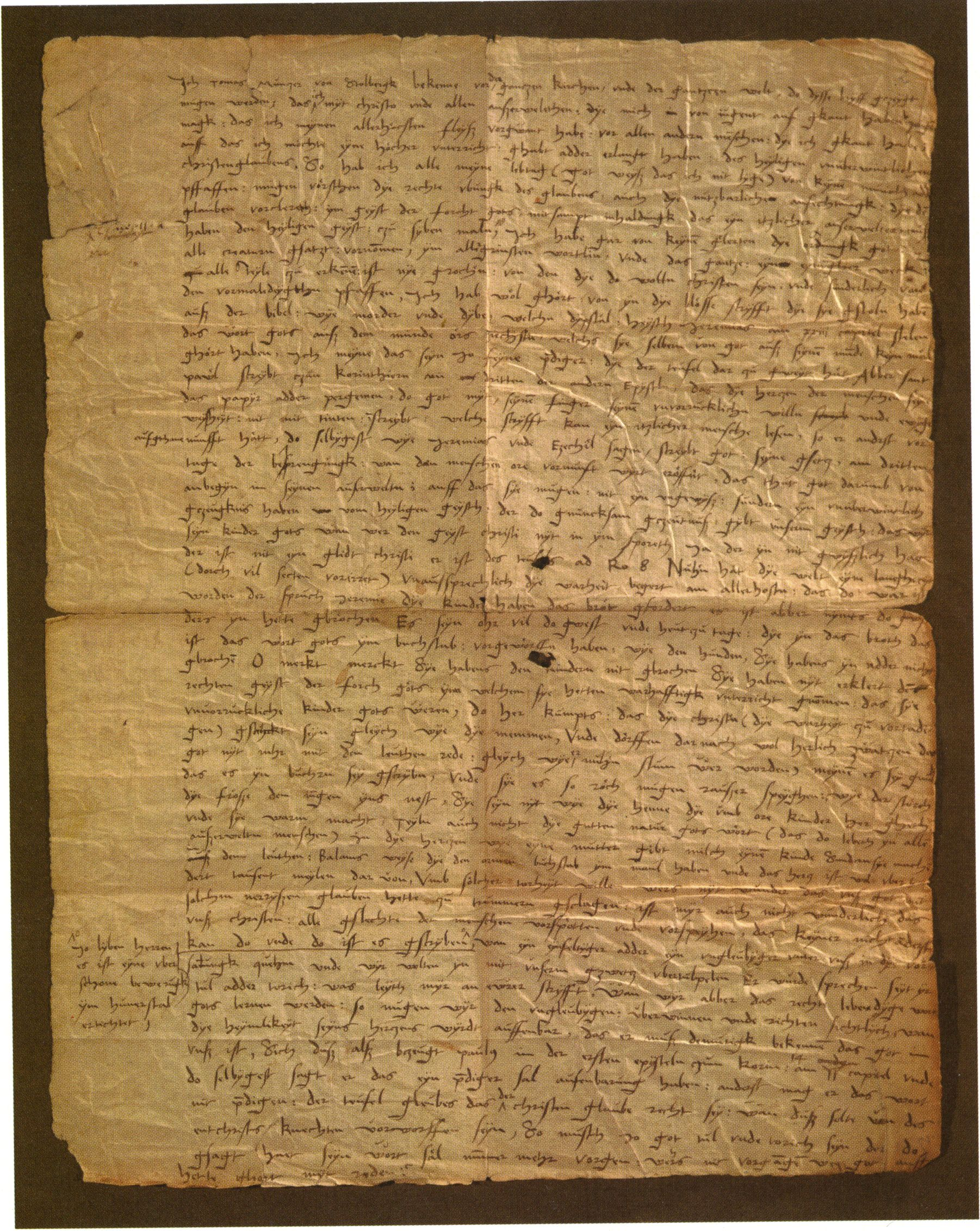
Manifest praski napisany przez Thomasa Müntzera w 1521. Wzywał w nim do utworzenia „nowego Kościoła”, który będzie „bronił słowa Bożego”

Thomas Müntzer, także Münzer (ur. w 1489 lub 1490 w Stolbergu, zm. 27 maja 1525 w Mühlhausen) – anabaptysta, wcześniej teolog ewangelicki, wcześniej ksiądz katolicki. Jeden z pierwszych przywódców reformacji protestanckiej. Początkowo zwolennik inicjatora reformacji Marcina Lutra, następnie jednak ich poglądy rozeszły się. Ideolog i przywódca wojny chłopskiej w Niemczech. Żonaty z Ottilią von Gersen, miał z nią dwóch synów. 
Thomas Müntzer krytykował istniejący ustrój i wzywał do walki z orężem w ręku o realizację „Królestwa Bożego” na ziemi, które pojmował jako bezklasowe społeczeństwo oparte na wspólnocie dóbr (komunizm chrześcijański). Przez Karola Marksa nazywany prekursorem komunizmu.

## Życiorys
Thomas Müntzer pochodził z mieszczańskiej rodziny. Immatrykulował się na uniwersytecie w Lipsku, potem studiował we Frankfurcie nad Odrą jednocześnie pracując jako nauczyciel. W 1513 został wyświęcony na księdza i skierowany do kościoła świętego Michała w Brunszwiku. Ponadto uczył w małej prywatnej szkole dla zamożnych synów chłopów. Po studiach teologicznych został duchownym wiążąc się z reformacją. Od 1520 predykant (kaznodzieja protestancki) w Zwickau, gdzie został jednym z „proroków” (Pięć darów służby) – prowadził działalność kaznodziejską nie tylko w Zwickau ale także w całej Saksonii. W 1521 przebywał w Pradze, gdzie wygłaszał kazania w Kaplicy Betlejemskiej i Kościele Najświętszej Marii Panny przed Tynem oraz napisał manifest praski. Od 1523 działał w Allstedt głosząc kazania w kościele świętego Jana, przystąpił do reformy liturgii, napisał porządek nabożeństwa i traktat o urzędzie kościelnym. Stworzył w tajemnicy militarną organizację, która 24 marca 1524 zniszczyła małą kaplicę w wiosce Mallerbach koło Allstedt, prawdopodobnie  z powodu różnic w poglądach między księdzem z Mallerbach a samym Müntzerem. 
W 1524 zerwał z Lutrem po czym propagował swoje poglądy między innymi w Turyngii, Alzacji i Szwajcarii. Pod wpływem Müntzera na przełomie 1524 i 1525 powstał pierwszy program powstańców chłopskich, zwany Artikelbrief. W kwietniu 1525 stanął na czele powstania chłopskiego w Turyngii. 15 maja dowodził powstańcami w bitwie pod Frankenhausen, która zakończyła się totalną klęską chłopów. Müntzerowi udało się uciec z pola bitwy na strych w mieście, gdzie został wykryty symulując chorobę psychiczną. Został poddany torturom, osądzony i uznany za heretyka, a następnie przetransportowany do Mühlhausen i ścięty mieczem. Ciężarna żona Müntzera została zgwałcona przez żołnierza wojsk saksońskich. Pozostawiono ją przy życiu, jej dalszy los oraz jej synów nie jest znany.

## Upamiętnienie
Na miejscu ostatniej bitwy Thomasa Müntzera koło Bad Frankenhausen/Kyffhäuser władze Niemieckiej Republiki Demokratycznej wzniosły w latach 1976–1987 muzeum w kształcie rotundy (Panorama Museum), mieszczące panoramę bitwy, namalowaną przez profesora Wernera Tübkego.
Thomas Müntzer jest jedną z postaci historycznych występujących w powieści Q. Taniec śmierci autorstwa Luthera Blissetta (pseudonim zbiorowy) i Cywilizacje autorstwa Laurent Binet oraz głównym bohaterem wschodnioniemieckich filmów Thomas Müntzer (1956) i Ich, Thomas Müntzer, Sichel Gottes (1989).
Wizerunek Thomasa Müntzera widniał na awersie banknotu o nominale 5 marek NRD.